# Эльба (река)
Э́льба (нем. Elbe (произношениео файле), н.-нем. Elv, лат. Albis) или Ла́ба (чеш. Labe (произношениео файле), в.-луж. Łobjo, н.-луж. Łobjo) — река бассейна Северного моря. Берёт начало в Чехии, основное течение на территории Германии. Длина реки — 1165 км. Площадь водосборного бассейна — 148 000 км²; окраинные участки верхней части бассейна местами заходят на территорию Австрии и Польши. Среднемноголетний расход воды при впадении в море — 861 м³/с. В бассейне Эльбы проживает 24,4 миллиона человек, крупнейшими городами являются Берлин, Гамбург, Прага, Дрезден и Лейпциг. К основным притокам Эльбы относятся реки Влтава, Зале, Хафель, Мульде, Шварце-Эльстер и Огрже.
Дрезденская долина Эльбы со знаменитой террасой Брюля в силу своей редкой живописности в 2004—2009 годах входила в список Всемирного наследия человечества.

## Этимология
У греческого географа и историка Страбона и древнеримского историка Тацита указывается название реки Альбис (Albis). Страбон также называет её словом «Элфр», что на древнескандинавском значит «река».
Впервые засвидетельствованное в латинском языке как Albis, название означает «река» или «русло реки» и является верхненемецкой версией слова (*albī), встречающегося в других германских языках; ср. древнескандинавское название реки Elfr, швед. älv «река», норв. elv «река», др.-англ. elf и средненижненемецкое elve «русло реки».
Название Эльбы могло также произойти из индоевропейского языка от слова «албо» (белый, светлый), либо из латыни от слова «альбис» (светлый) или из галльского от слова «альбис» (белая вода).

## География
Высота истока — 1390 м над уровнем моря (по другим данным — 1384 м).

### Основные притоки
Правые: Цидлина, Йизера, Шварце-Эльстер, Хафель, Эльде, Зуде;

Левые: Влтава, Огрже, Мульде, Зале, Аланд, Етце, Ильменау.
Остальные притоки: Доубрава, Лоучна, Орлице, Осте и др.

### Города на Эльбе
Чехия (от истока): Врхлаби, Гостинне, Двур-Кралове-над-Лабем, Яромерж, Градец-Кралове, Пардубице, Пршелоуч, Колин, Подебрады, Нимбурк, Лиса-над-Лабем, Челаковице, Брандис-над-Лабем-Стара-Болеслав, Нератовице, Мельник, Штети, Роуднице-над-Лабем, Литомержице, Ловосице, Усти-над-Лабем, Дечин.

Германия: Бад-Шандау, Кёнигштайн, Пирна, Хайденау, Дрезден, Радебойль, Косвиг, Майсен, Риза, Штрела, Мюльберг, Торгау, Лютерштадт-Виттенберг, Косвиг, Дессау-Рослау, Акен, Шёнебек, Магдебург, Тангермюнде, Зандау, Вербен, Виттенберге, Шнаккенбург, Дёмиц, Хитцаккер, Блеккеде, Бойценбург, Лауэнбург, Гестхахт, Винзен, Гамбург, Ведель, Штаде, Глюкштадт, Брунсбюттель, Оттерндорф, Куксхафен.

### Переправы через Эльбу
Историческим символом инженерно-строительного искусства Германии признан автомобильно-пешеходный тоннель под Эльбой в Гамбурге (1911 год), функционирующий по настоящее время.

## Экология
Долгие годы Эльба считалась загрязнённой и непригодной для купания. Однако в последнее время воплощается в жизнь программа по её восстановлению.

## История
Исторически Эльба всегда была важной границей в европейской географии. Римляне знали реку как Альбис (Albis); однако они только однажды пытались передвинуть восточные границы империи от Рейна к Эльбе и потерпели поражение в Битве в Тевтобургском Лесу в 9 году н. э.
В Средние века по реке проходила восточная граница империи Карла Великого. Курганный обряд погребения не получил распространения в той части бассейна Эльбы, где волна расселения носителей пражско-корчакской культуры была перекрыта миграцией племён рюсенской культуры.
Судоходная часть реки была очень важна для успеха Ганзейского союза.
В 1945 году, незадолго до окончания Второй мировой войны войска нацистской Германии были зажаты между армиями союзников, наступающих с запада, и советскими войсками, двигающимися с востока. 25 апреля эти две силы встретились рядом с Торгау на Эльбе. Это событие получило название Встречи на Эльбе.
После окончания войны по участку течения Эльбы проходила граница между восточной и западной частями Германии.
В верхнем течении Эльбы в августе 2002 года произошло наводнение. Десятки тысяч людей были эвакуированы, около 30 000 домов было разрушено или повреждено водой. 20 человек погибло; около 750 км улиц, 540 км железнодорожных путей и 180 мостов были полностью разрушены. В Дрездене уровень реки поднялся 17 августа 2002 года на 9,40 м выше обычного уровня.